# De Zon (Beverst)
De Zon is een historische hoeve aan Zonhoevestraat 1/Kleistraat 1 te Beverst. Het ligt niet ver van de Sint-Gertrudiskerk en wordt daarvan gescheiden door de Winterbeek.
Dit complex was ooit eigendom van de Commanderij Alden Biesen en de kern ervan dateert uit de eerste helft van de 17e eeuw. In de 2e helft van de 17e eeuw vond een verbouwing plaats, en ook in 1708 waren er bouwactiviteiten. Ook in het tweede kwart van de 19e eeuw werd hieraan gebouwd en waarschijnlijk werd het complex in twee eigendommen gesplitst. Eén van de delen werd toen hoeve "De Maan" gedoopt, dit kreeg huisnummer 2. Gedurende de 2e helft van de 19e eeuw werden nog verdere verbouwingen verricht, waarbij het woonhuis werd verhoogd.
Het complex is aan de straatzijde zichtbaar als een aantal langgerekte, witgekalkte, gebouwen die zich uitstrekken aan beide zijden van een straathoek.
Een gedeelte van de 19e-eeuwse schuur van hoeve "De Maan" stortte in 2004 in door werken aan de Kleistraat. De schuur diende te worden herbouwd in de oorspronkelijke staat, waarover pas door gerechtelijke uitspraak in 2011 duidelijkheid werd verschaft.